# Grande Prêmio da Hungria de 2022
O Grande Prêmio da Hungria de 2022 (formalmente denominado Formula 1 Magyar Nagydíj 2022) foi a décima terceira etapa da temporada de 2022 da Fórmula 1. Foi disputado em 31 de julho de 2022 no Hungaroring, em Budapeste, Hungria.

## Resumo

### Contexto
A meio da semana que antecede o GP, o piloto da Aston Martin, Sebastian Vettel, anunciou a sua aposentadoria ao final da temporada decorrente via Instagram recém-criado. Depois de muita especulação, eis que surge o primeiro documento que dá conta de um 'casamento' entre a Porsche AG e a Red Bull GmbH. O Motorsport dos Países Baixos revelou um documento publicado em Marrocos, que dá conta da intenção e do acordo já existente da Porsche em adquirir metade das ações da divisão de Fórmula 1 da Red Bull, tendo em vista a sua entrada na categoria a partir de 2026.[carece de fontes?]
Com metade das ações, a Porsche ficará assim com uma participação de 50% em toda a operação de Fórmula 1 da equipa austríaca a partir de 2026.

## Resultados

### Treino classificatório
| Pos.                | No. | Driver           | Constructor           | Qualifying times | Qualifying times | Qualifying times | Final grid |
| Pos.                | No. | Driver           | Constructor           | Q1               | Q2               | Q3               | Final grid |
| ------------------- | --- | ---------------- | --------------------- | ---------------- | ---------------- | ---------------- | ---------- |
| 1                   | 63  | George Russell   | Mercedes              | 1:18.407         | 1:18.154         | 1:17.377         | 1          |
| 2                   | 55  | Carlos Sainz Jr. | Ferrari               | 1:18.434         | 1:17.946         | 1:17.421         | 2          |
| 3                   | 16  | Charles Leclerc  | Ferrari               | 1:18.806         | 1:17.768         | 1:17.567         | 3          |
| 4                   | 4   | Lando Norris     | McLaren-Mercedes      | 1:18.653         | 1:18.121         | 1:17.769         | 4          |
| 5                   | 31  | Esteban Ocon     | Alpine-Renault        | 1:18.866         | 1:18.216         | 1:18.018         | 5          |
| 6                   | 14  | Fernando Alonso  | Alpine-Renault        | 1:18.716         | 1:17.904         | 1:18.078         | 6          |
| 7                   | 44  | Lewis Hamilton   | Mercedes              | 1:18.374         | 1:18.035         | 1:18.142         | 7          |
| 8                   | 77  | Valtteri Bottas  | Alfa Romeo-Ferrari    | 1:18.935         | 1:18.445         | 1:18.157         | 8          |
| 9                   | 3   | Daniel Ricciardo | McLaren-Mercedes      | 1:18.775         | 1:18.198         | 1:18.379         | 9          |
| 10                  | 1   | Max Verstappen   | Red Bull Racing-RBPT  | 1:18.509         | 1:17.703         | 1:18.823         | 10         |
| 11                  | 11  | Sergio Pérez     | Red Bull Racing-RBPT  | 1:19.118         | 1:18.516         | N/A              | 11         |
| 12                  | 24  | Guanyu Zhou      | Alfa Romeo-Ferrari    | 1:18.973         | 1:18.573         | N/A              | 12         |
| 13                  | 20  | Kevin Magnussen  | Haas-Ferrari          | 1:18.993         | 1:18.825         | N/A              | 13         |
| 14                  | 18  | Lance Stroll     | Aston Martin-Mercedes | 1:19.205         | 1:19.137         | N/A              | 14         |
| 15                  | 47  | Mick Schumacher  | Haas-Ferrari          | 1:19.164         | 1:19.202         | N/A              | 15         |
| 16                  | 22  | Yuki Tsunoda     | AlphaTauri-RBPT       | 1:19.240         | N/A              | N/A              | 16         |
| 17                  | 23  | Alexander Albon  | Williams-Mercedes     | 1:19.256         | N/A              | N/A              | 17         |
| 18                  | 5   | Sebastian Vettel | Aston Martin-Mercedes | 1:19.273         | N/A              | N/A              | 18         |
| 19                  | 10  | Pierre Gasly     | AlphaTauri-RBPT       | 1:19.527         | N/A              | N/A              | Pit Lane1  |
| 20                  | 6   | Nicholas Latifi  | Williams-Mercedes     | 1:19.570         | N/A              | N/A              | 19         |
| 107% time: 1:23.860 |     |                  |                       |                  |                  |                  |            |
| Source:             |     |                  |                       |                  |                  |                  |            |

- ↑1 – Pierre Gasly qualificou em 19º mas foi obrigado a largar do fundo do grid por exceder sua cota de elementos de unidade de potência. Os novos elementos de unidade de potência foram mudados enquanto estava sob parque fechado sem a permissão do delegado técnico. Ele foi então obrigado a largar do pit lane.

### Corrida
| Pos.                                                                  | Nu. | Piloto           | Construtor            | Voltas | Tempo/Retirado      | Pit Stop | Pneus | Grid     | Pontos |
| --------------------------------------------------------------------- | --- | ---------------- | --------------------- | ------ | ------------------- | -------- | ----- | -------- | ------ |
| 1                                                                     | 1   | Max Verstappen   | Red Bull Racing-RBPT  | 70     | 1:39:35.912         | 2        |       | 10       | 25     |
| 2                                                                     | 44  | Lewis Hamilton   | Mercedes              | 70     | +7.834              | 2        |       | 7        | 18+11  |
| 3                                                                     | 63  | George Russell   | Mercedes              | 70     | +12.337             | 2        |       | 1        | 15     |
| 4                                                                     | 55  | Carlos Sainz Jr. | Ferrari               | 70     | +14.579             | 2        |       | 2        | 12     |
| 5                                                                     | 11  | Sergio Pérez     | Red Bull Racing-RBPT  | 70     | +15.688             | 2        |       | 11       | 10     |
| 6                                                                     | 16  | Charles Leclerc  | Ferrari               | 70     | +16.047             | 3        |       | 3        | 8      |
| 7                                                                     | 4   | Lando Norris     | McLaren-Mercedes      | 70     | +1:18.300           | 2        |       | 4        | 6      |
| 8                                                                     | 14  | Fernando Alonso  | Alpine-Renault        | 69     | +1 volta            | 1        |       | 6        | 4      |
| 9                                                                     | 31  | Esteban Ocon     | Alpine-Renault        | 69     | +1 volta            | 1        |       | 5        | 2      |
| 10                                                                    | 5   | Sebastian Vettel | Aston Martin-Mercedes | 69     | +1 volta            | 2        |       | 18       | 1      |
| 11                                                                    | 18  | Lance Stroll     | Aston Martin-Mercedes | 69     | +1 volta            | 2        |       | 14       |        |
| 12                                                                    | 10  | Pierre Gasly     | AlphaTauri-RBPT       | 69     | +1 volta            | 2        |       | Pit Lane |        |
| 13                                                                    | 24  | Guanyu Zhou      | Alfa Romeo-Ferrari    | 69     | +1 volta            | 2        |       | 12       |        |
| 14                                                                    | 47  | Mick Schumacher  | Haas-Ferrari          | 69     | +1 volta            | 2        |       | 15       |        |
| 15                                                                    | 3   | Daniel Ricciardo | McLaren-Mercedes      | 69     | +1 volta2           | 2        |       | 9        |        |
| 16                                                                    | 20  | Kevin Magnussen  | Haas-Ferrari          | 69     | +1 volta            | 3        |       | 13       |        |
| 17                                                                    | 23  | Alexander Albon  | Williams-Mercedes     | 69     | +1 volta            | 3        |       | 17       |        |
| 18                                                                    | 6   | Nicholas Latifi  | Williams-Mercedes     | 69     | +1 volta            | 3        |       | 19       |        |
| 19                                                                    | 22  | Yuki Tsunoda     | AlphaTauri-RBPT       | 68     | +2 voltas           | 3        |       | 16       |        |
| Ret3                                                                  | 77  | Valtteri Bottas  | Alfa Romeo-Ferrari    | 67     | Unidade de potência | 1        |       | 8        |        |
| Volta mais rápida: Lewis Hamilton (Mercedes) – 1:21.386 (na volta 57) |     |                  |                       |        |                     |          |       |          |        |
| Fonte:                                                                |     |                  |                       |        |                     |          |       |          |        |

Notas
- ↑1 – Inclui um ponto pela volta mais rápida.

- ↑2 – Daniel Ricciardo terminou em 13º mas recebeu uma punição de 5 segundos por causar uma colisão com Lance Stroll.

- ↑3 – Valtteri Bottas foi classificado por ter completado mais de 90% da distância percorrida.

## Curiosidades
- Primeira pole position de George Russell.
- Primeira vez que Nicholas Latifi lidera um treino livre de F1.
- Primeira vez que a Williams lidera um treino livre de F1 desde 2016.
- Primeira pole position da Mercedes desde o GP da Arábia Saudita de 2021.
- Quinto pódio consecutivo de Lewis Hamilton.
- Segundo pódio consecutivo de George Russell.
- Max Verstappen conquista a 28ª vitória na carreira e supera o número de vitórias do escocês Jackie Stewart, com 27.

## Voltas na liderança
| Nº de Voltas | Piloto           | Voltas       |
| ------------ | ---------------- | ------------ |
| 24           | George Russell   | 1–15; 22–30  |
| 20           | Max Verstappen   | 51–70        |
| 14           | Charles Leclerc  | 17–21; 31–39 |
| 8            | Carlos Sainz Jr. | 16; 40–46    |
| 4            | Lewis Hamilton   | 47–50        |

## 2022DHLFastest Pit Stop Award

### Resultado
| 1      | 11 | Sergio Pérez     | Red Bull Racing-RBPT  | 2.19 | 25 |
| 2      | 3  | Daniel Ricciardo | McLaren-Mercedes      | 2.26 | 18 |
| 3      | 1  | Max Verstappen   | Red Bull Racing-RBPT  | 2.33 | 15 |
| 4      | 18 | Lance Stroll     | Aston Martin-Mercedes | 2.51 | 12 |
| 5      | 6  | Nicholas Latifi  | Williams-Mercedes     | 2.58 | 10 |
| 6      | 23 | Alexander Albon  | Williams-Mercedes     | 2.61 | 8  |
| 7      | 16 | Charles Leclerc  | Ferrari               | 2.63 | 6  |
| 8      | 5  | Sebastian Vettel | Aston Martin-Mercedes | 2.64 | 4  |
| 9      | 10 | Pierre Gasly     | AlphaTauri-RBPT       | 2.65 | 2  |
| 10     | 22 | Yuki Tsunoda     | AlphaTauri-RBPT       | 2.73 | 1  |
| Fonte: |    |                  |                       |      |    |

### Classificação
| Tabela do DHL Fastest Pit Stop Award \| Pos \| Construtor \| Pontos \| \| --- \| --------------------- \| ------ \| \| 1 \| Red Bull Racing-RBPT \| 317 \| \| 2 \| McLaren-Mercedes \| 267 \| \| 3 \| Ferrari \| 160 \| \| 4 \| Williams-Mercedes \| 129 \| \| 5 \| Alpine-Renault \| 123 \| \| 6 \| Aston Martin-Mercedes \| 113 \| \| 7 \| AlphaTauri-RBPT \| 82 \| \| 8 \| Mercedes \| 67 \| \| 9 \| Alfa Romeo-Ferrari \| 23 \| \| 10 \| Haas-Ferrari \| 10 \| |                       |        |
| Pos | Construtor            | Pontos |
| 1 | Red Bull Racing-RBPT  | 317    |
| 2 | McLaren-Mercedes      | 267    |
| 3 | Ferrari               | 160    |
| 4 | Williams-Mercedes     | 129    |
| 5 | Alpine-Renault        | 123    |
| 6 | Aston Martin-Mercedes | 113    |
| 7 | AlphaTauri-RBPT       | 82     |
| 8 | Mercedes              | 67     |
| 9 | Alfa Romeo-Ferrari    | 23     |
| 10 | Haas-Ferrari          | 10     |

## Tabela do campeonato após a corrida
Somente as cinco primeiras posições estão incluídas nas tabelas.
| Pos | Piloto           | Pontos | Var     |  |
| --- | ---------------- | ------ | ------- |  |
| 1   | Max Verstappen   | 258    | Estável |  |
| 2   | Charles Leclerc  | 178    | Estável |  |
| 3   | Sergio Pérez     | 173    | Estável |  |
| 4   | George Russell   | 158    | Aumento |  |
| 5   | Carlos Sainz Jr. | 156    | Baixa   |  |

| Pos | Construtor           | Pontos |         |
| --- | -------------------- | ------ | ------- |
| 1   | Red Bull Racing-RBPT | 431    | Estável |
| 2   | Ferrari              | 334    | Estável |
| 3   | Mercedes             | 304    | Estável |
| 4   | Alpine-Renault       | 99     | Estável |
| 5   | McLaren-Mercedes     | 95     | Estável |